# Kyle MacKinnon
Kyle MacKinnon (* 28. Oktober 1987 in Walnut, Kalifornien) ist ein ehemaliger US-amerikanischer Eishockeyspieler und derzeitiger -scout, der im Verlauf seiner aktiven Karriere zwischen 2007 und 2018 unter anderem über 330 Spiele in der American Hockey League (AHL) auf der Position des Centers bestritten hat. Darüber hinaus verbrachte MacKinnon eine Spielzeit bei den Straubing Tigers in der Deutschen Eishockey Liga (DEL).

## Karriere
MacKinnon begann seine Eishockeykarriere in der British Columbia Hockey League (BCHL), in der er zunächst für die Chilliwack Chiefs und anschließend die Langley Chiefs spielte. Von 2007 bis 2010 war er für das Eishockeyteam des Providence College in der Hockey East, einer Division im Spielbetrieb der National Collegiate Athletic Association (NCAA), aktiv. Während dieser Zeit wurde er in jedem Jahr ins All-Academic Team der Hockey East berufen.
Sein Profidebüt gab MacKinnon zur Saison 2011/12 in der American Hockey League (AHL), in der er zunächst für die Providence Bruins und später St. John’s IceCaps auf dem Eis stand. Anschließend spielte der Stürmer zwei Jahre bei den San Diego Gulls, ehe er im Jahr 2017 nach Europa wechselte. Dort unterschrieb er einen Vertrag bei den Straubing Tigers aus der Deutschen Eishockey Liga (DEL). Nach der Spielzeit 2017/18 beendete der 30-Jährige seine aktive Karriere und wurde nach einer einjährigen Pause im Sommer 2019 als Scout von den Detroit Red Wings aus der National Hockey League (NHL) angestellt.

## Erfolge und Auszeichnungen
- 2008 Hockey East All-Academic Team
- 2009 Hockey East All-Academic Team
- 2010 Hockey East All-Academic Team
- 2011 Hockey East All-Academic Team

## Karrierestatistik
(Legende zur Spielerstatistik: Sp oder GP = absolvierte Spiele; T oder G = erzielte Tore; V oder A = erzielte Assists; Pkt oder Pts = erzielte Scorerpunkte; SM oder PIM = erhaltene Strafminuten; +/− = Plus/Minus-Bilanz; PP = erzielte Überzahltore; SH = erzielte Unterzahltore; GW = erzielte Siegtore; 1 Play-downs/Relegation; Kursiv: Statistik nicht vollständig)